# 2164 Lyalya
2164 Lyalya (1972 RM2) là một tiểu hành tinh vành đai chính được phát hiện ngày 11 tháng 9 năm 1972 bởi N. S. Chernykh ở Đài vật lý thiên văn Crimean.

Tênd in memory of Elena (Lyalya) Konstantinovna Ubijvovk (1918-1942), a student in astronomy ở Kharkov University who perished with other members of the Resistance during the Great Patriotic War.